# Buick Open
Le Buick Open est un tournoi du golf du PGA Tour en Stroke-play qui se tient au Warwick Hills Golf and Country Club à Grand Blanc (Michigan).  Il fut créé en 1958 sous le nom Buick Open Invitational. L'édition 2007 était dotée de 4,9 millions de dollars.
Le record du tournoi est détenu par Robert Wrenn qui signa 262 coups, soit 26 coups sous le par.

## Palmarès
| Buick Open Invitational - 1958 Billy Casper - 1959 Art Wall - 1960 Mike Souchak - 1961 Jack Burke Jr. - 1962 Bill Collins - 1963 Julius Boros - 1964 Tony Lema - 1965 Tony Lema - 1966 Phil Rodgers - 1967 Julius Boros - 1968 Tom Weiskopf - 1969 Dave Hill Vern Parsell Buick Open - 1972 Gary Groh (pas au PGA Tour) - 1970 pas de tournoi - 1971 pas de tournoi Lake Michigan Classic - 1973 Wilf Homenuik (pas au PGA Tour) Flint Elks Open - 1974 Bryan Abbott (pas au PGA Tour) - 1975 Spike Kelley (pas au PGA Tour) - 1976 Ed Sabo (pas au PGA Tour) Buick Open - 1977 Bobby Cole Buick-Goodwrench Open - 1978 Jack Newton - 1979 John Fought - 1980 Peter Jacobsen |  | Buick Open - 1981 Hale Irwin - 1983 Wayne Levi - 1982 Lanny Wadkins - 1984 Denis Watson - 1985 Ken Green - 1986 Ben Crenshaw - 1987 Robert Wrenn - 1988 Scott Verplank - 1989 Leonard Thompson - 1990 Chip Beck - 1991 Brad Faxon - 1992 Dan Forsman - 1993 Larry Mize - 1994 Fred Couples - 1995 Woody Austin - 1996 Justin Leonard - 1997 Vijay Singh - 1998 Billy Mayfair - 1999 Tom Pernice Jr. - 2000 Rocco Mediate - 2001 Kenny Perry - 2002 Tiger Woods - 2003 Jim Furyk - 2004 Vijay Singh - 2005 Vijay Singh - 2006 Tiger Woods - 2007 Brian Bateman - 2008 Kenny Perry - 2009 Tiger Woods |